# 寸沢嵐石器時代遺跡

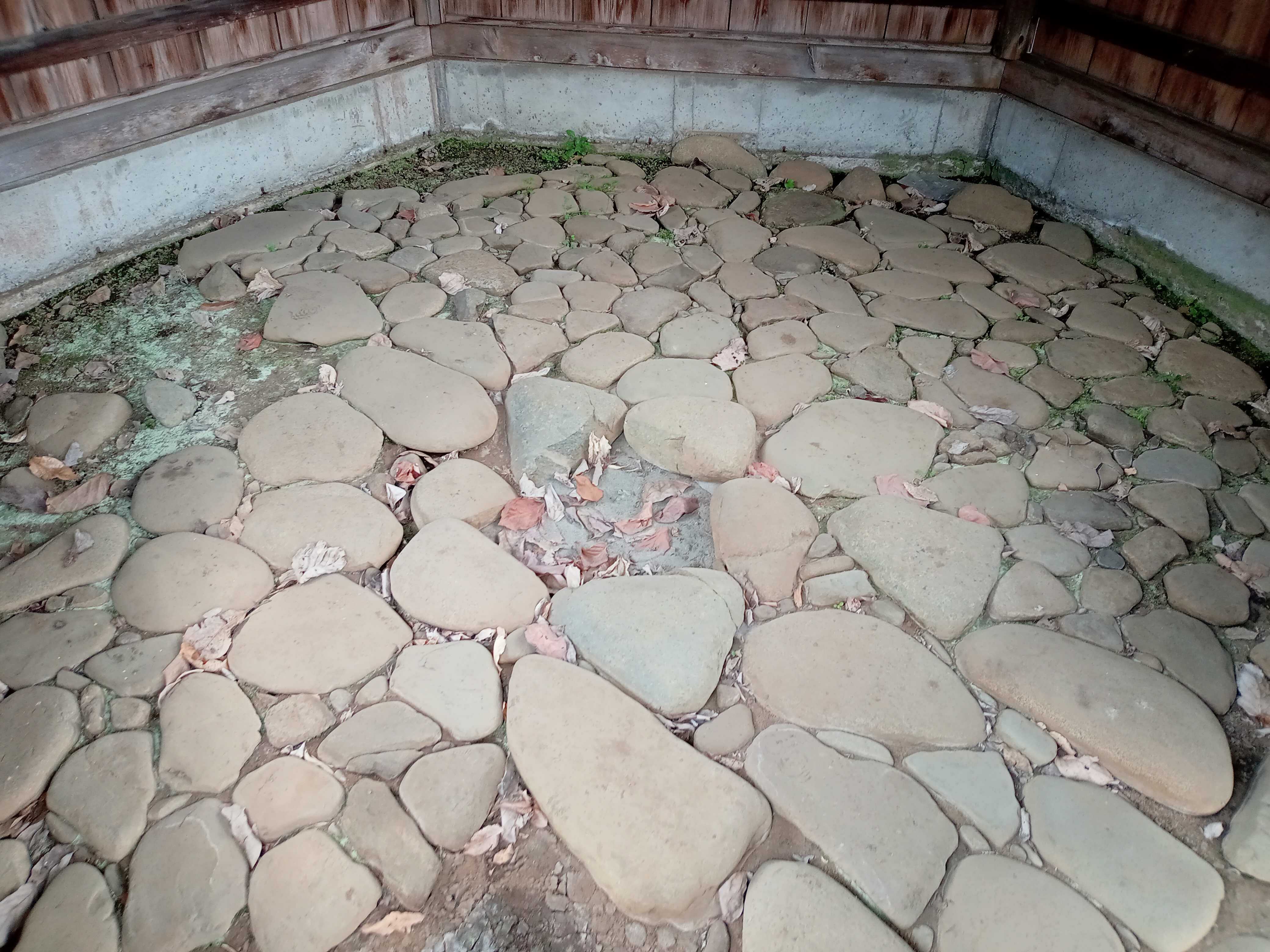
寸沢嵐石器時代遺跡の柄鏡形竪穴建物（敷石建物）遺構。

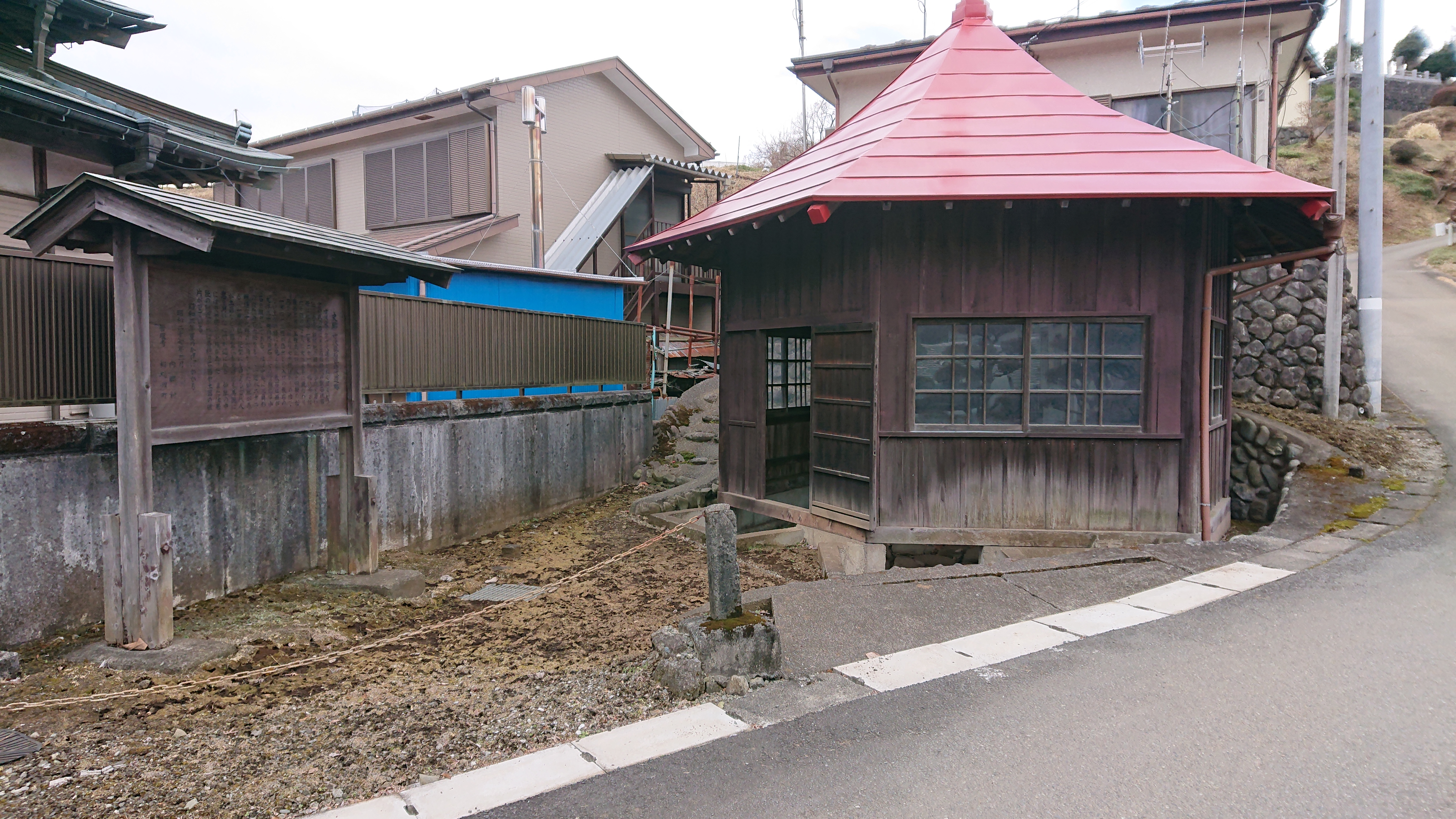

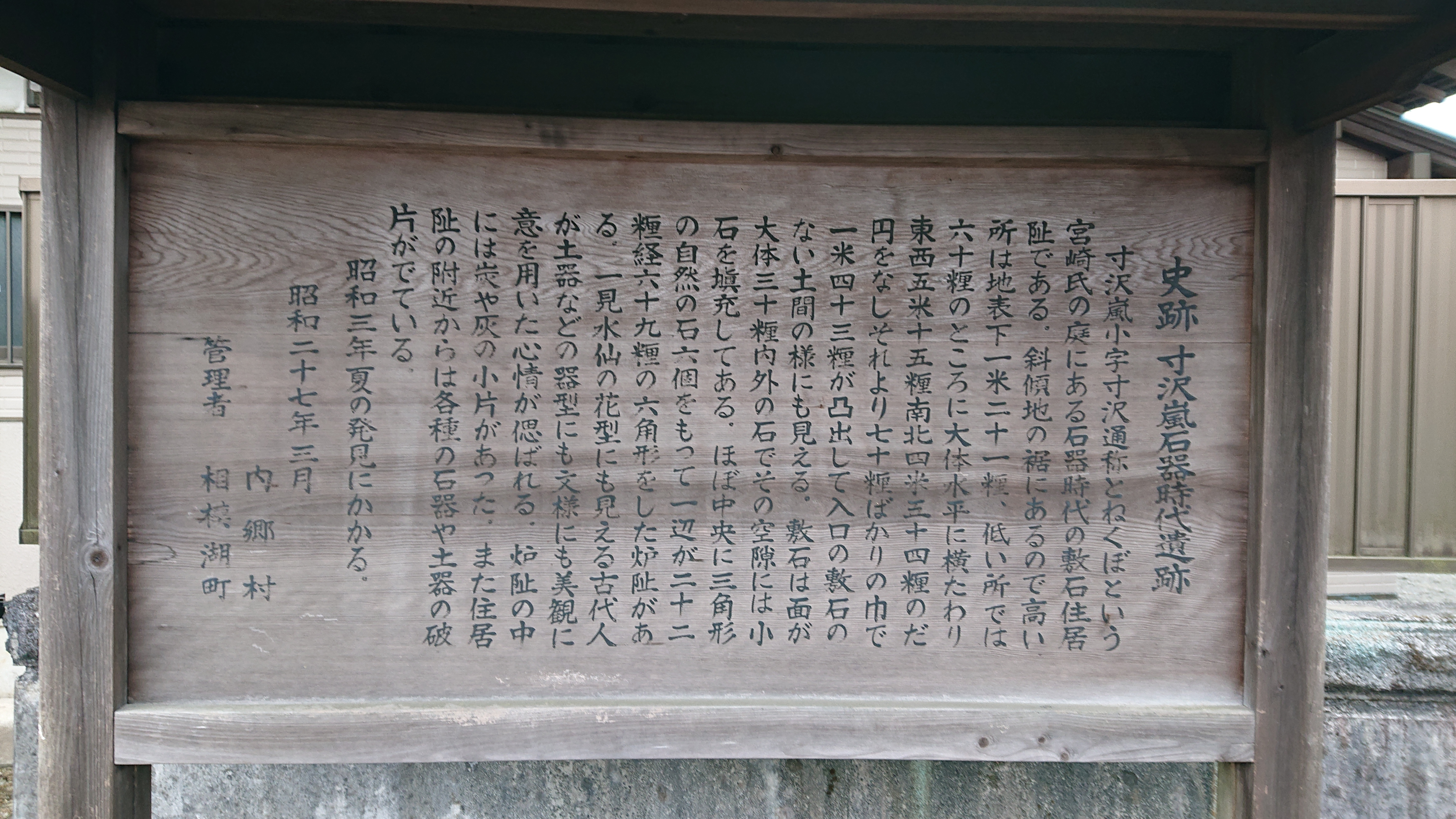

寸沢嵐石器時代遺跡（すわらしせっきじだいいせき/すあらしせっきじだいいせき）は、神奈川県相模原市緑区寸沢嵐にある縄文時代中期末（約4500～4000年前）の集落遺跡。国の史跡に指定されている。

## 概要

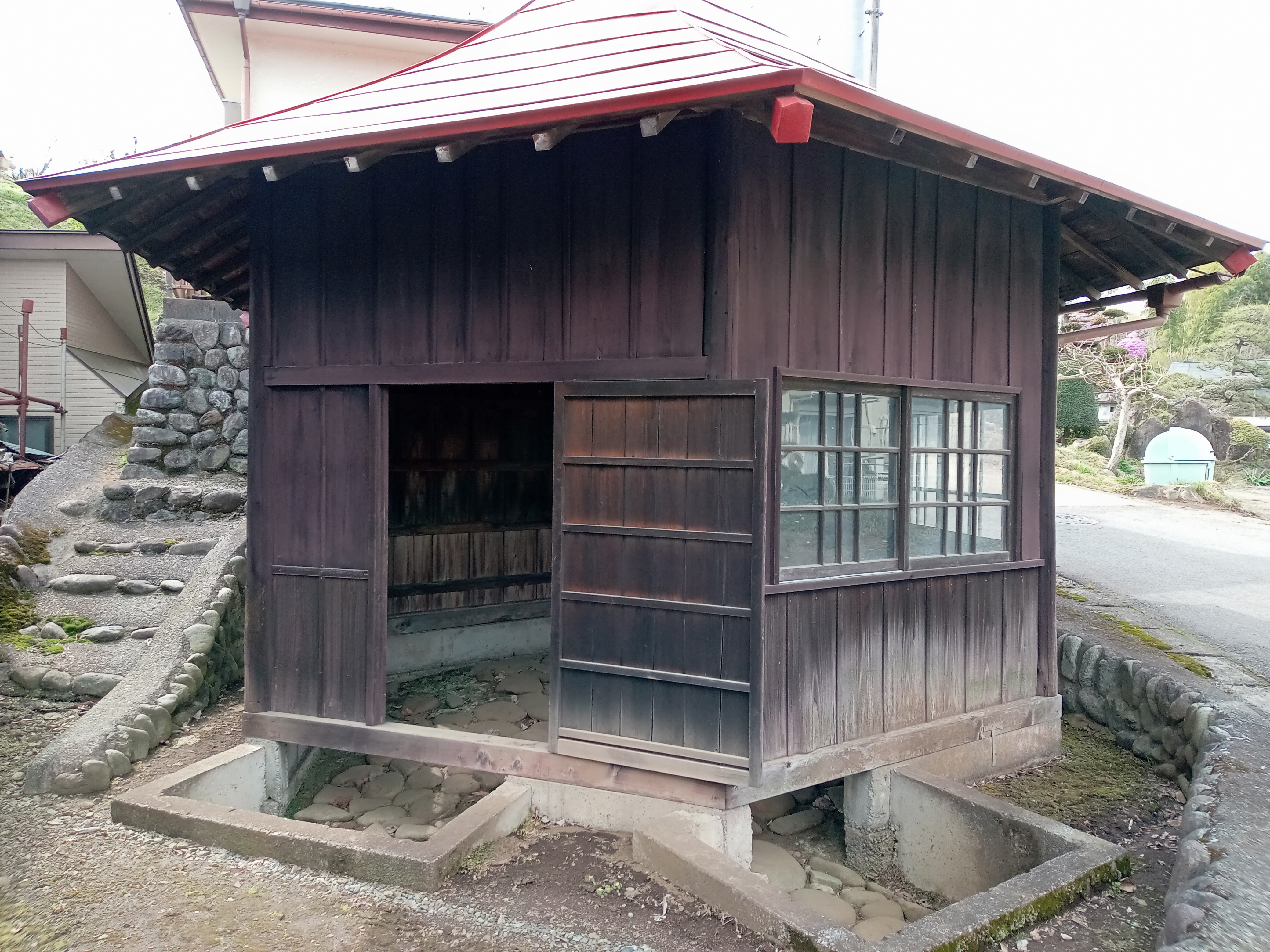
遺構保存建屋の外観。

相模川が丹沢山系を抜けて相模湖に至る段丘上に位置する。発見当初は十分に遺跡に関する研究が進んでおらず、石器時代の遺跡と考えられたため名称に「石器時代」遺跡と命名されたが、後に遺跡の大部分は縄文期の遺跡と判明した。
1928年（昭和3年）7月、畑の耕作中に地表下に石が敷かれている箇所が発見され、その後、地元の長谷川一郎による発掘調査で柄鏡形敷石建物（敷石住居）跡がほぼ完全な形で発見され、1930年（昭和5年）11月19日に国の史跡に指定された。発見された敷石建物跡は東西に約5.1メートル、南北に約4.5メートルの楕円形の主体部（より細かくは長径4.3メートル、短径3.3メートルの主体部と北東部に幅0.8メートル、長さ1.4メートルの張り出し部分）からなり、床には20～50cmの平らな河原石が敷き詰められ、その間に小石を詰めて固めて作られている。敷石中央には約60センチメートルの正六角形の石囲い炉が設けられており、火を炊いた跡も見られる。敷石建物跡の遺跡からは多くの遺物も見つかっており、石斧、石器、土器などが出土している。現在は六角形の小屋が整備され、保存・公開している。
近隣での敷石建物の最初の発見は、1924年（大正13年）10月に発見された東京都町田市にある高ヶ坂石器時代遺跡で、神奈川県内では初めてとなる縄文時代中期の寸沢嵐石器時代遺跡の発見は敷石建物研究の黎明期にあたり、関東地方の典型的な敷石建物として考古学研究史の上で欠くことのできない重要な遺跡といえる。

## 所在地
- 相模原市緑区寸沢嵐568-2ほか

## アクセス
JR中央線相模湖駅から神奈川中央交通の三ヶ木行きのバスで15分ほど、「寸沢嵐遺跡前」で下車。徒歩すぐ。